# كنيسة سان دوني في الشابل

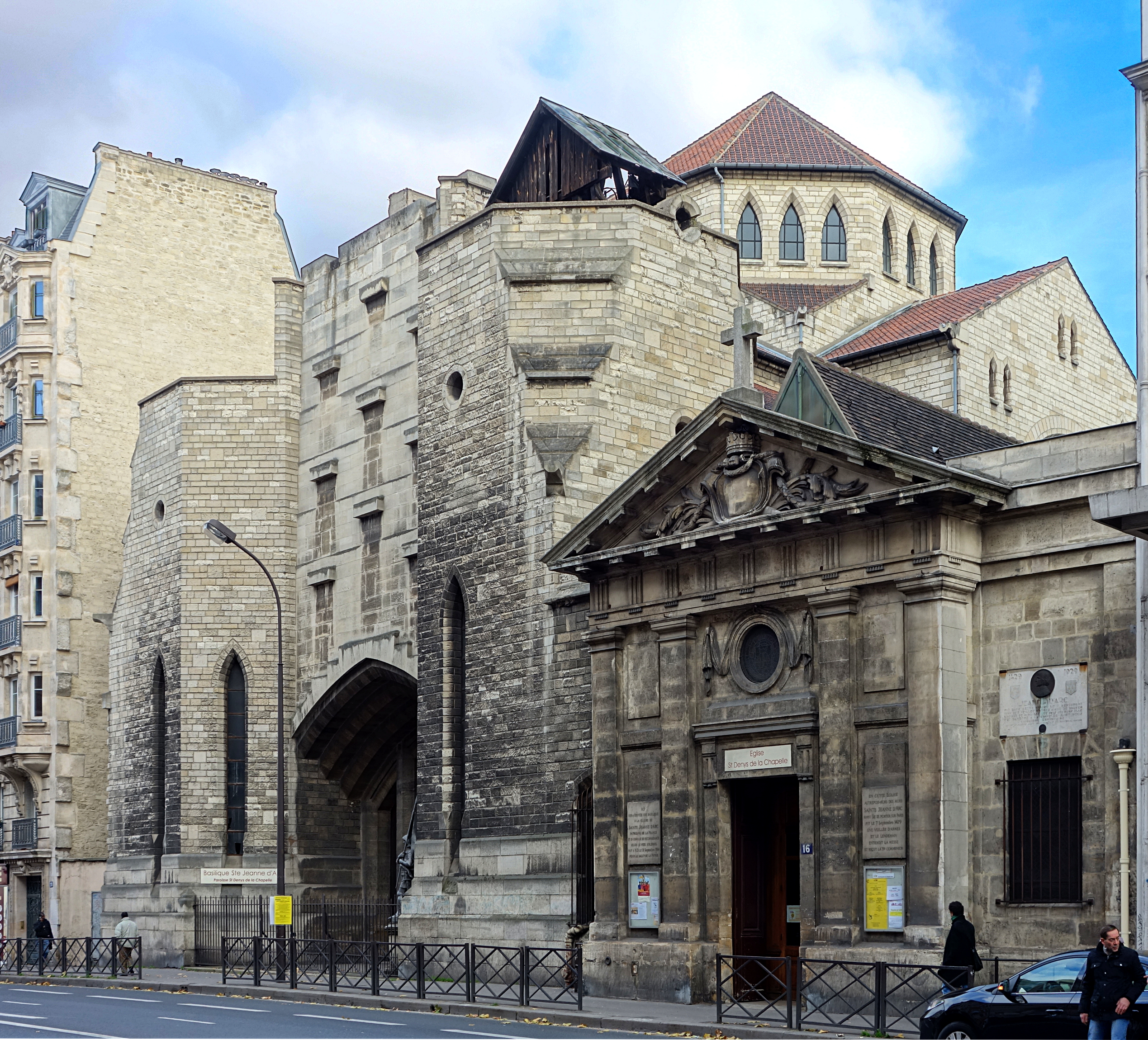
كنيسة سان دوني في حي الشابل بباريس.

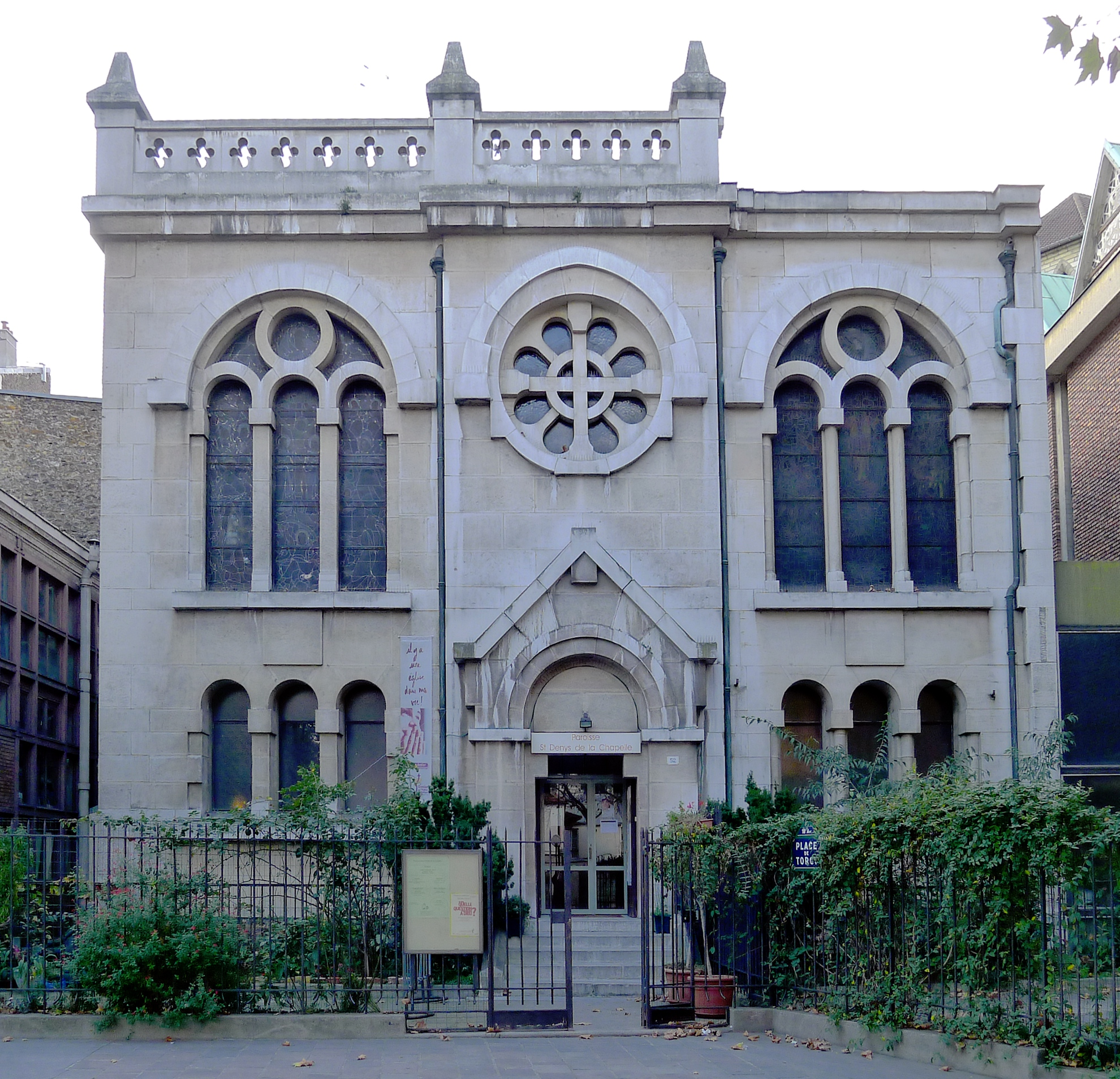
الوجهة الخلفية للكنيسة.

كنيسة سان دني في الشابل هي كنيسة في الدائرة الثامنة عشر وهي نفس بناء بازيليك القديسة جان دارك بباريس أيضاً.
وتقع في حي الشابل في الطرف الشمالي منه على الطريق القديم لكاتدرائية سان دوني في مدينة سان دوني. نستطيع الوصول إلي هذا الموقع من قبل محطة مترو ماكس دورموا.

## التاريخ
تقع على الأرجح في موقع أنقاض معبد روماني مخصص لباخوس، تم بناء الكنيسة الحالية التي صممها موريس دي سولي، على أسس معبدآخر والتي كان قد أسسها القديس جينيفيف في عام 475 ، كما تقول الروايات.

## الموقع
في قرية الشابل سابقاً والتي أصبحت جزءاً من باريس الآن وعلى طريق دير سانت دينيس (1229) تتمتع بكثير من التجديد، كانت تباع فيها بعض المخطوطات التي مطلوبة بكثافة من قبل جامعة باريس. حتى قيام الثورة، كانت تُدار من قبل قرية لا شابيل من قبل مأمور. وكانت على طريق مرور المواكب الملكية من وإلى كاتدرائية سان دوني.

## التاريخ الحديث
في عام 1814 و 1815، استخدمت كمقر من قبل الجيوش البروسية الروسية. وبعد ذلك تم ضمها إلى بلدية باريس بموجب قانون ضم 16 يونيو 1859. ولمواكبة الزيادة في عدد السكان خلال ضمن هذا الحي تشكلت أبرشية القديس برنار دو لا شابيل.
يوجد بها تمثال جبس جان دارك للنحات فيليكس شاربنتييه منذ 1894 على يمين بوابة الكنيسة، وفي عام 2004 تم نقله إلى كنيسة القديسة جان دارك على بعد امتار فقط.